# داريوس بروكس
داريوس بروكس (بالإنجليزية: Darius Brooks)‏ هو كاتب أغاني أمريكي، ولد في 30 أبريل 1963 في شيكاغو في الولايات المتحدة.